# Hilde Berg
Hilde Elisabeth Berg (* 10. Januar 1957; † 13. Mai 2024) war eine norwegische Filmproduzentin.

## Leben
Hilde Berg arbeitete ab 1976 im Bereich der Filmproduktion, zunächst als Produktionsassistentin und später als Produktionsleiterin. Von 1991 bis 1998 war Berg Mitinhaberin und Produzentin der Firma Northern Lights AS. Gemeinsam mit Bent Nyquist Rognlien gründete sie 1998 die Norsk Filmproduksjon AS, deren Geschäftsführerin sie war.
Ab 1986 lebte sie mit dem Filmregisseur Ola Solum zusammen, das Paar heiratete kurz vor Solums Krebstod 1996.

## Filmografie (Auswahl)
Produzent
- 1991: For dagene er onde
- 1991: Der Eisbärkönig (Kvitebjørn Kong Valemon)
- 1994: Trollsyn
- 1996: Markus und Diana (Markus og Diana)
- 2002: Tyven, tyven
- 2007: Torpedo (Miniserie, 4 Episoden)
- 2008: Haus der Verrückten (De Gales hus)

Co-Producer
- 2018: Die Erbinnen (Las herederas)

Executive Producer
- 2018: Ozen
- 2020: Karnawal